# Notiophilus nitens
Notiophilus nitens – gatunek chrząszcza z rodziny biegaczowatych i podrodziny leszowych.

## Taksonomia
Gatunek ten opisany został po raz pierwszy w 1857 przez Johna L. LeConte.

## Morfologia
Głowa ma na czole siedem wzdłużnych bruzd. Przedplecze jest niezbyt mocno zwężone ku tyłowi. Pokrywy są mosiężnoczarne, zwykle z parą bladożółtych plamek lub pasków w części wierzchołkowej. Rzędy pokryw są słabo wgłębione i stosunkowo drobno punktowane. Zewnętrzne międzyrzędy mają wyraźną, skórzastą mikrorzeźbę. Każda z pokryw ma zwykle dwa punkty grzbietowe (chetopory dyskalne), rzadko na jednej z pokryw lub na obu jest tylko jeden taki punkt, a wyjątkowo punktów tych brak. Występują zarówno osobniki o skrzydłach tylnych w pełni wykształconych (formy długoskrzydłe), jak i osobniki nielotne o skrzydłach skróconych (formy krótkoskrzydłe), przy czym te pierwsze są rzadkie.

## Ekologia i występowanie
Owad nizinny, występujący poniżej 300 m n.p.m., ciepło- i sucholubny. Zamieszkuje otwarte i suche stanowiska z podłożem piaszczystym, żwirowatym, kamienistym lub skalistym oraz ze skąpą roślinnością. Spotyka się go m.in. na łąkach, pastwiskach i polach uprawnych. Aktywne osobniki dorosłe obserwuje się od marca do października, przy czym nowe ich pokolenie ukazuje się w maju i czerwcu. Najaktywniejsze są w dni słoneczne, natomiast przy pogodzie pochmurnej lub chłodnej kryją się pod martwym materiałem roślinnym i wysuszonymi odchodami bydlęcymi.
Gatunek nearktyczny o zachodnioamerykańskim typie rozsiedlenia. W Kanadzie podawany jest z Kolumbii Brytyjskiej. W Stanach Zjednoczonych znany jest z Idaho, Montany, Oregonu i Waszyngtonu.